# Frank Kugler
Franz Xaver Kugler (oder: Kungler, auch Frank genannt; * 29. März 1879 in Altenmarkt, Cham, Bayern; † 7. Juli 1952 in St. Louis, Missouri) war ein in den USA lebender deutscher Sportler, der bei den Olympischen Sommerspielen 1904 in seiner Wahlheimatstadt St. Louis eine Silber- und drei Bronzemedaillen gewann. Ab 1913 war er US-Staatsbürger.

## Karriere
Der in Altenmarkt bei Cham in der Oberpfalz geborene Kugler war in St. Louis Mitglied des Southwest Turnverein of St. Louis – einem Verein, dem vorwiegend deutschstämmige US-Amerikaner wie beispielsweise Max Braun, August Rodenberg und Oscar Friede (alle drei ebenfalls Medaillengewinner bei den Olympischen Spielen 1904) angehörten. Seine Disziplinen waren unter anderen das Ringen und das Gewichtheben.
Bei den Olympischen Sommerspielen 1904 gewann er eine Silbermedaille im Ringen (Freistil Schwergewicht), zwei Bronzemedaillen im Gewichtheben (zweiarmiger Mehrkampf und einarmiger Mehrkampf) sowie eine Bronzemedaille im Tauziehen mit der zweiten Mannschaft seines Vereins. Damit gewann er olympische Medaillen in drei unterschiedlichen Sportarten. Obwohl er 1904 noch deutscher Staatsbürger war, wird er von der Website Olympedia als Mitglied der US-amerikanischen Delegation geführt. Mittlerweile ordnet das IOC, das ihn ebenso in früherer Vergangenheit als Mitglied der US-amerikanischen Delegation geführt hatte, mit seinen 1904 in St. Louis errungenen Medaillen der deutschen Delegation zu. Das Bronzemedaillenteam im Tauziehen wurde aufgrund seiner Mitwirkung lange Zeit offiziell als Mixed Team (USA/Deutschland) bezeichnet, wird aber derzeit den USA zugerechnet.

## Sonstiges
Eine Identität mit dem Kameramann und Mitbegründer des Cinema Camera Clubs – einem Vorläufer der American Society of Cinematographers – Frank Kugler liegt nicht vor.